# 3315-ös mellékút (Magyarország)
A 3315-ös számú mellékút egy több mint 45 kilométer hosszú, négy számjegyű mellékút Hajdú-Bihar vármegye nyugati részén, illetve egy rövid szakaszán Jász-Nagykun-Szolnok vármegyében.

## Nyomvonala
A 33-as főútból ágazik ki, pár lépésre annak 45. kilométerétől, Tiszafüred külterületének keleti szélén, a Patkós csárdánál. Kevesebb, mint fél kilométeren át húzódik észak-északkeleti irányban a város, és Jász-Nagykun-Szolnok vármegye területén, majd Hajdú-Bihar vármegye Balmazújvárosi járásának területére lép át. Bő egy kilométer után éri el Egyek Félhalom nevű településrészét, ahol Szabadság utca a neve. 2,2 kilométer után egy enyhe iránytöréssel elhagyja a községrészt, majd nagyjából 3,5 kilométer megtétele után keresztezi a Debrecen–Füzesabony-vasútvonalat, majd szinte egyből beletorkollik kelet felől, Egyek vasútállomás és a település központja irányából a 33 324-es számú mellékút.
Innen egy darabig Egyek belterületének nyugati részén húzódik, Fő utca néven, amíg – nagyjából 5,4 kilométer megtételét követően – el nem éri a település főterét. Ott egy igen éles irányváltással délkelet felé fordul, majd a tér délkeleti sarkán egy kereszteződéshez ér. Itt ágazik ki belőle a már említett 33 324-es út, a 3315-ös pedig keletebbi irányban folytatódik, Csokonai Vitéz Mihály utca néven, és nem sokkal a kiindulásától számított hetedik kilométer előtt hagyja el Egyek központjának utolsó házait.
7,7 kilométer után ismét északkeleti irányt vesz, így éri el 9,5 kilométer után Telekháza településrészt, amelynek központjában, a 10+100-as kilométerszelvénye táján beletorkollik délkelet felől, Hortobágy irányából a 3322-es út, 10,5 kilométer megtételét követően. Az út itt a Teleki utca nevet viseli, körülbelül a 10+500-as kilométerszelvényénél hagyja el Telekháza lakott területét, 12 kilométer megtétele után pedig, északkeleti irányban haladva átlépi Tiszacsege határát.
12,7 kilométer után kiágazik belőle a 33 117-es számú mellékút délkeleti irányban – ez Tiszacsege Nagymajor nevű különálló településrészébe vezet –, 16,5 kilométer után pedig eléri a kisváros belterületét, ahol a Kossuth utca nevet veszi fel. Ezen a néven több kisebb iránytörése van, de jobbára északi irányban halad a központig, ahol beletorkollik nyugati irányból, Nyékládháza–Mezőcsát felől a 3307-es út, közel 39 kilométer megtételét követően, a 3315-ös pedig keletnek fordulva folytatódik, Fő utca néven. Már 19,2 kilométer után jár, amikor keresztezi a (már leállított) Ohat-Pusztakócs–Nyíregyháza-vasútvonalat, néhány száz méterrel arrébb elhalad Tiszacsege vasútállomás épületei mellett (melyek rövidke kiszolgáló útja, a lekérdezés időpontjában még állami közútnak számít, 33 319-es számozással), és egyúttal kilép a város belterületéről.
A következő szűk hat kilométeres szakaszon a vasútvonallal párhuzamosan halad, keleti, majd idővel annál kissé északabbi irányban, közben nem sokkal a 25. kilométere előtt kiágazik belőle délkelet felé a 3316-os út, amely Balmazújváros központján át Debrecen nyugati határszéléig vezet. Alig fél kilométerrel arrébb az út északi irányt vesz, keresztezi a vágányokat, 26,6 kilométer megtételét követően pedig átlép a következő település, Újszentmargita területére.
Újszentmargita nyugati határszélének elérése előtt, a 28+200-as kilométerszelvénye táján kiágazik belőle egy mellékút északnyugati irányban – ez Tuka településrészre, illetve a Tiszacsege-Ároktő határvidékén fekvő kendergyári gyártelepre vezet –, majd beér a településközpont házai közé, ahol Rákóczi utca lesz a neve. Bő 31 kilométer megtétele után éri el a belterület északi szélét, ahol egy rövid időre ismét a vasútvonal mellé simul; szűk egy kilométer után pedig újra keresztezi azt és némileg eltávolodik tőle. Kevéssel a 35. kilométere előtt lépi át a település északi határát, és egyben átlép a Balmazújvárosi járásból a Hajdúnánási járás és Folyás község területére.
Folyás külterületén egy ideig északi irányt követ, majd nyugatabbnak fordul, és újra keresztezi a vasútvonalat, a megszűnt Folyás megállóhely déli szélén, majd elhalad a község romtemploma mellett és ugyanott kiágazik belőle északkeletnek a megállóhelyre vezető 33 317-es út. Innen a község belterületének nyugati szélén húzódik végig, majd a 41. kilométert elérve belép Polgár közigazgatási területére. Nagyjából a 43–44. kilométerei között a város ipari parkja mellett húzódik, majd még mielőtt elérhetné az M3-as autópálya vonalát, keletnek fordul, ugyanott beletorkollik észak felől a város központján végighúzódó 3324-es út.
Még egyszer utoljára keresztezi az Ohat-Pusztakócs–Nyíregyháza-vasútvonalat, áthalad egy körforgalmú csomóponton, amely az autópálya záhonyi irányú pályatestjével való összekötését biztosítja, majd északabbi irányt véve, felüljárón keresztezi a sztrádát. A túloldalon találkozik a budapesti irányú pályatesthez kapcsolódó le- és felhajtó útágakkal, ami után újra keletnek fordulva elhalad az M3 Archeopark északi széle mellett, és a 35-ös útba beletorkollva ér véget, annak 30+850-es kilométerszelvényénél, közvetlen közelében.
Teljes hossza, az országos közutak térképes nyilvántartását szolgáló kira.gov.hu adatbázisa szerint 45,619 kilométer.

## Települések az út mentén
- (Tiszafüred)
- Egyek
- Tiszacsege
- Újszentmargita
- Folyás
- Polgár